# Porečka biskupija
Porečka biskupija je povijesna biskupija na području Hrvatske. Drži se da je Porečka biskupija najstarija na istarskom poluotoku (sredina III.st.). Izvorno je obuhvaćala područje parentinskog agera, a poslije je proširena na rovinjsko područje. Austrijsko-mletačkom nagodbom granica je usklađena s tadašnjom državnom granicom.
Na osnovi bule pape Leona XII. Locum beati Petri od 30. lipnja 1828. ujedinjena je s Pulskom biskupijom 9. svibnja 1830. godine.

## Vanjske poveznice
- Catholic-Hierarchy Poreč i Pula (Diocese) (engleski)